# سينادور غويمارد
سينادور غويمارد (بالبرتغالية: Senador Guiomard‏) هي بلدية تقع في البرازيل في أكري. يقدر عدد سكانها بـ 18,863 نسمة ومساحتها 2,047 كم2 .